# Campeonato Sul-Americano de Ginástica Aeróbica de 2022
O Campeonato Sul-Americano de Ginástica Aeróbica de 2022 foi realizado em Lima, Peru, de 24 a 28 de agosto de 2022. A competição foi organizada pela Federação Peruana de Ginástica e aprovada pela Federação Internacional de Ginástica.

## Medalhistas
| Evento               | Ouro                                                                                      | Prata                                                                                                 | Bronze                                                         |
| -------------------- | ----------------------------------------------------------------------------------------- | --- | -------------------------------------------------------------- |
| Individual masculino | Kevin Riveros (ARG)                                                                       | William Florez (COL)                                                                                  | Paulo dos Santos (BRA)                                         |
| Individual feminino  | Thais Fernandez (PER)                                                                     | Bianca Henriquez (CHI)                                                                                | Brenda Weber (ARG)                                             |
| Duplas mistas        | Argentina · Kevin Riveros · Gala Jofre                                                    | Chile · Giovanni Espinoza · Paula Zuñiga                                                              | Argentina · Henry Garcia · Brenda Weber                        |
| Trio                 | Chile · Bianca Henriquez · Giovanni Espinoza · Paula Zuñiga                               | Argentina · Rocio Veliz · Catalina Juri · Valentina Ramos                                             | Argentina · Henry Garcia · Guadalupe Aberastain · Brenda Weber |
| Grupo                | Argentina · Rocio Veliz · Catalina Juri · Valentina Ramos · Daiana Nanzer · Kevin Riveros | Peru · Alessia Rodriguez · Thais Fernandez · Rafaella Danovaro · Alessandra Pettrozi · Paulina Larrea | —                                                              |
| Equipes              | Argentina                                                                                 | Chile                                                                                                 | Peru                                                           |